# 拉斯特拉普 (明尼蘇達州)
拉斯特拉普（英語：Lastrup）是一個位於美國明尼蘇達州莫里森縣的城市。

## 人口
根據2020年美國人口普查的數據，拉斯特拉普的面積為0.99平方千米，當中陸地面積為0.95平方千米，而水域面積為0.03平方千米。當地共有人口120人，而人口密度為每平方千米121人。